# Affärsplan
En affärsplan är en beskrivning av hur en affärsidé kan översättas i ett antal affärsmål, en bedömning av genomförbarheten och en plan för att uppnå målen. Den kan också innehålla bakgrundsinformation om organisationen eller teamet. 
Vid etablering av ett nytt företag är affärsplanen ett centralt dokument för att kunna få stöd av intressenter och finansiärer. Det har under senare tid framkommit kritik mot bruket av affärsplaner. 

## Målgrupp
En affärsplan kan vara ämnad antingen för en intern eller extern målgrupp. För externa parter som investerare, partners eller kunder är affärsplanen främst inriktad på aktiviteter som är viktiga för att uppnå lönsamhetsmålen. För myndigheter och offentliga organisationer kan en affärsplan vara ett sätt att tillse att sökande företag använder bidragsmedel eller offentliga investeringar i enlighet med intentionerna. 
För interna parter är affärsplanen inriktad på delmål som är nödvändiga för att uppnå de långsiktiga målen. Det kan handla om att utveckla och lansera en ny produkt på marknaden, införa ett IT-system, skaffa och använda finansiering, bygga en produktionsanläggning eller omstrukturera organisationen. Ett så kallat Balanced Scorecard kan vara kopplat till affärsplanen, vilket underlättar för företaget att definiera och följa upp icke-finansiella mål. Affärsplaner som identifierar interna mål men endast ger generella riktlinjer för hur de ska uppnås kallas strategiplaner. 

## Innehåll
En affärsplan är huvudsakligen ett beslutsstöd och det finns inga regler för exakt vad den behöver innehålla. Den motsvarar ofta alla aspekter av planeringsprocessen för ett nystartat företag och innehåller såväl vision, strategi som marknadsföring, finansiering, personal, rekrytering, patent och avtalsfrågor. 
Finansiärer begär ofta att få se en affärsplan från ett företag som söker kapital. Banker är främst intresserade av att se företagets förmåga att skapa intäkter och återbetala lånet, medan riskkapitalister har affärsidéns potential, marknads- och tillväxtförutsättningar samt exitplan i fokus. 

## Kritik mot bruket av affärsplan
Eftersom en affärsplan innehåller långsiktiga affärsmål och ett stort antal aktiviteter för att uppnå dem, blir den normala tidsperioden ofta upp till fem eller tio år. För att kunna övertala finansiärer att tillföra kapital till företaget, brukar entreprenören beskriva hur intäkterna kommer att öka, först långsamt och därefter snabbare och snabbare för varje år i exponentiell ökningstakt. Det antas vara ett bevis för att företaget kan nå lönsamhet inom utsatt tid. 
Problemet med affärsplaner, som framhållits alltmer under senare år, är att den baseras på ett stort antal antaganden. Dessa antaganden handlar om vilka behov och preferenser kunderna har, hur marknaden fungerar, hur konkurrenssituationen ser ut och vilken genomförandeförmåga företaget och teamet har.  Inte sällan har företaget otillräcklig kunskap huruvida deras egna antaganden stämmer och om produkten de tänker sälja verkligen är efterfrågad av kunderna. Vid tidpunkten när affärsplanen skrivs har företaget ofta inte genomfört verifieringsaktiviteter och saknar underlag för påståendena i affärsplanen. Detta kan ge en felaktig bild av både affärspotential och -risker. 
Särskilt nystartade företag på högteknologiska marknader har svårt att skriva väl underbyggda affärsplaner. Att använda en affärsplan vid en investeringsbedömning kan därför leda till felaktiga beslut och förlorat kapital. 
Problemet med bruket av affärsplaner har framhållits bland annat av SRI International, ett oberoende forskningsinstitut i Menlo Park, Kalifornien, och många venture capital-bolag i Silicon Valley. Även entreprenörer som Steve Blank och Eric Ries har skrivit böcker om sina erfarenheter med startup-företag och rekommenderar istället för att ödsla tid på orealistiska affärsplaner att använda verktyg för att undersöka kundbehov och marknadspotential. 
Att genomföra en på förhand bestämd plan för produktutveckling och marknadsföring leder i många fall till att entreprenören inte tar hänsyn till signalerna från kunderna och marknaden, och misslyckas med marknadsintroduktionen, menar dessa författare. De betonar istället behovet av att testa produkten mot kunderna och analysera reaktionen i en kontinuerlig lärandeprocess, så kallad iterativ affärsutveckling. 
Även ett flertal artiklar om entreprenörskap och innovation ifrågasätter behovet av affärsplan. 
I Sverige har Almi Företagspartner alltmer gått ifrån bruket av affärsplan och fokuserar mer på att ett nystartat företag kan presentera ett attraktivt och unikt värdeerbjudande som kunderna är villiga att betala för. Att testa efterfrågan på marknaden och validera kundbehovet är viktigare än att skriva en flerårig affärsplan som saknar underbyggnad. Fortfarande används dock affärsplan till exempel för att bedöma låneansökningar.

## Alternativ till affärsplan
Som alternativ till affärsplan finns ett antal nyare verktyg som är bättre på att beskriva företagets affärspotential och riskhantering. De fokuserar på att påvisa kundbehovet, att företaget har ett attraktivt och unikt värdeerbjudande, samt att erbjudandet passar in på marknaden just nu. 
Value Creation-metoden som använder NABC och Value Creation Forum är ett exempel på en metod som hjälper entreprenörer att i samspel med potentiella kunder och partners ta fram ett kvantifierat och väl underbyggt erbjudande. Att kunna göra en stark affärspresentation på fem minuter anses vara en bättre indikator på företagets potential, än en 40 sidor lång affärsplan. I Sverige är Almi Företagspartner certifierad samarbetspartner för Value Creation-metoden med SRI International och har infört metoden hos de flesta inkubatorer i Sverige. 
Value Creation-metoden är beskriven i boken Innovation: The Five Disciplines for Creating What Customers Want av Curtis Carlson, VD på SRI International. 
Andra exempel är Affärsmodellcanvas som beskrivs i boken Affärsmodellgenerering av Alexander Osterwalder, iterativ marknadsutveckling som beskrivs i The Startup Owner's Manual av Steve Blank samt i The Lean Startup av Eric Ries. Samtliga modeller betonar korta affärspresentationer och täta kontakter med kunderna och marknaden för att ta reda på om en affärsidé håller och kan leda till ett växande och lönsamt företag.